# Resolução 238 do Conselho de Segurança das Nações Unidas
A Resolução 238 do Conselho de Segurança das Nações Unidas aprovada em 19 de junho de 1967, após ter reafirmado resoluções anteriores sobre o assunto, o Conselho prorrogou o destacamento no Chipre da Força das Nações Unidas para Manutenção da Paz no Chipre por um período adicional de 6 meses, que termina agora em 26 de dezembro de 1967. O Conselho convidou igualmente as partes diretamente interessadas a continuarem a agir com a maior moderação e a cooperarem plenamente com a força de manutenção da paz.